# Paul Tịnh Nguyễn Bình Tĩnh
Paul Tịnh Nguyễn Bình Tĩnh (Lưu Phương, 30 giugno 1930 – Đà Nẵng, 21 novembre 2023) è stato un vescovo cattolico vietnamita.

## Biografia
Paul Tịnh Nguyễn Bình Tĩnh nacque il 30 giugno 1930 nel comune di Lưu Phương del distretto Kim Sơn nella provincia di Ninh Binh, ultimogenito di una devota famiglia cattolica. Il suo nome di battesimo fu scelto in onore di san Paul Lê Bảo Tịnh, uno dei santi martiri del Vietnam, ucciso il 6 aprile 1857. 
Iniziò gli studi entrando nel seminario minore di Ba Làng a Thanh Hóa. Nel 1954 fuggì a sud insieme alla sua famiglia e qui poté riprendere gli studi frequentando i seminari di Vĩnh Long e Thị Nghè.
Fu ordinato presbitero il 31 maggio 1960 dal vescovo Simon Hòa Nguyễn Văn Hiền incardinandosi nella diocesi di Kontum. Il 13 giugno dell'anno successivo emise i voti entrando nella Compagnia dei sacerdoti di San Sulpizio.
Successivamente fu inviato in Francia per studiare presso l'Institut catholique de Paris, laureandosi in teologia nel 1964. Tornato in patria, fu professore per i seminari sulpiziani di Nha Trang e di Huế. Nel 1970 fu nominato direttore del seminario minore San Giovanni a Đà Nẵng. Nel 1987 fu nominato parroco per la parrocchia di An Hải fino al 1994 quando fu nominato direttore del seminario maggiore sulpiziano di Huế, ruolo che mantenne fino alla nomina episcopale. 
Dal 1977 al 1987 fu vicario episcopale e dal 1987 al 1994 fu presidente del consiglio presbiterale.

### Ministero episcopale
Il 10 maggio 2000 papa Giovanni Paolo II lo nominò vescovo coadiutore di Đà Nẵng. La nomina fu poi pubblicata il 27 maggio. Ricevette l'ordinazione episcopale il 30 giugno 2000 per imposizione delle mani del vescovo François Xavier Nguyễn Quang Sách.
Succedette al governo della diocesi il 6 novembre 2000. 
Durante il suo ministero fu eletto presidente del Comitato per il clero e i seminaristi della Conferenza episcopale del Vietnam per il triennio 2001-2004.
Nel 2003 espresse pubblicamente la sua opinione in merito alla nuova politica demografica di stato, plaudendo alla decisione governativa il divieto di pratiche quali la clonazione e la maternità surrogata ma avanzando critiche decise all'apertura di tecniche di cura dell'infertilità, come l'inseminazione artificiale e la fecondazione in vitro.
Si ritirò dal governo pastorale il 13 maggio 2006 per raggiunti limiti d'età.
Morì all'età di 93 anni la sera del 21 novembre 2023 nella casa di riposo diocesana a Đà Nẵng.

## Genealogia episcopale e successione apostolica
La genealogia episcopale è:
- Cardinale Scipione Rebiba
- Cardinale Giulio Antonio Santori
- Cardinale Girolamo Bernerio, O.P.
- Vescovo Claudio Rangoni
- Arcivescovo Wawrzyniec Gembicki
- Arcivescovo Jan Wężyk
- Vescovo Piotr Gembicki
- Vescovo Jan Gembicki
- Vescovo Bonawentura Madaliński
- Vescovo Jan Małachowski
- Arcivescovo Stanisław Szembek
- Vescovo Felicjan Konstanty Szaniawski
- Vescovo Andrzej Stanisław Załuski
- Arcivescovo Adam Ignacy Komorowski
- Arcivescovo Władysław Aleksander Łubieński
- Vescovo Andrzej Stanisław Młodziejowski
- Arcivescovo Kasper Kazimierz Cieciszowski
- Vescovo Franciszek Borgiasz Mackiewicz
- Vescovo Michał Piwnicki
- Arcivescovo Ignacy Ludwik Pawłowski
- Arcivescovo Kazimierz Roch Dmochowski
- Arcivescovo Wacław Żyliński
- Vescovo Aleksander Kazimierz Bereśniewicz
- Arcivescovo Szymon Marcin Kozłowski
- Vescovo Mečislovas Leonardas Paliulionis
- Arcivescovo Bolesław Hieronim Kłopotowski
- Arcivescovo Jerzy Józef Elizeusz Szembek
- Vescovo Stanisław Kazimierz Zdzitowiecki
- Cardinale Aleksander Kakowski
- Papa Pio XI
- Vescovo Jean-Baptiste Nguyễn Bá Tòng
- Vescovo Thaddée Anselme Lê Hữu Từ, O.Cist.
- Vescovo Pierre Marie Phạm Ngọc Chi
- Vescovo François Xavier Nguyễn Quang Sách
- Vescovo Paul Tịnh Nguyễn Bình Tĩnh, P.S.S.

La successione apostolica è:
- Vescovo Joseph Châu Ngọc Tri (2006)